# Senadole
Senadole  (italijansko: Sinadole, nemško: Sinadole ali Sinadolle) so naselje v Občini Divača.
Vas, ki se nahaja na 473,5 metrov nadmorske višine, se nahaja na Krasu.
Med vladavino Habsburžanov so bile Senadole samostojna občina. Od leta 1920 do 1947 so bile del Kraljevine Italije, in sicer kot samostojna občina vse do leta 1928, ko je bila ukinjena in priključena občini Senožeče.